# Borexino
Эксперимент Borexino (Борекси́но) — эксперимент физики элементарных частиц, нацеленный на изучение низкоэнергетических (~860 кэВ) солнечных нейтрино, рождающихся на Солнце в результате одной из реакций протон-протонного цикла:
{\displaystyle {}^{7}{\textrm {Be}}+e^{-}\rightarrow {}^{7}{\textrm {Li}}+\nu _{e}.}
Эксперимент позволяет глубже понять процессы, происходящие в ядре Солнца, а также помогает определить параметры нейтринных осцилляций. Проект также в состоянии обнаруживать нейтрино от сверхновых звезд в нашей Галактике. Сам детектор расположен в Национальной лаборатории Гран-Сассо (Laboratori Nazionali del Gran Sasso), находящейся в районе города Л'Аквила, Италия. В эксперименте принимают участие исследователи из Италии, США, Германии, Франции, России, Польши и Украины . Детектор начал измерения 16 мая 2007 г., а первые данные в рамках данного проекта были опубликованы 16 августа 2007 года. Эксперимент финансируется несколькими национальными учреждениями, в том числе INFN (Италия) и NSF (США).

## Устройство
Детектор представляет собой ряд концентрических слоёв защиты, в центре которых находится нейлоновая сфера диаметром 8,5 метров, наполненная 300 тоннами чрезвычайно низкофонового жидкого сцинтиллятора и просматриваемая 2200 фотоумножителями, установленными на сфере из нержавеющей стали, окружающей сцинтиллятор. Сцинтиллятор очищен от примесей урана и тория, которые могут создавать фон, до уровня 10−17 г/г. Стальная сфера окружена слоем сверхчистой воды для защиты от распадов урана и тория, находящихся в горной породе. Вода служит также черенковским детектором мюонов космических лучей.

## Исследования
В 2011 году в рамках проекта были опубликованы точные измерения потока солнечных нейтрино от реакции захвата электрона бериллием-7.
В июне 2015 года были обнародованы данные шестилетнего наблюдения антинейтринного потока, испускаемого природными радионуклидами из рядов урана и тория в недрах Земли (так называемых геонейтрино).
С декабря 2007 г. по апрель 2019 г. было зарегистрировано 53 геонейтрино, из них 21 от мантии, что соответствует полному тепловыделению литосферы 38 ТВт.